# Fort Wayne Mad Ants 2008-2009
La stagione 2008-09 dei Fort Wayne Mad Ants fu la 2ª nella NBA D-League per la franchigia.
I Fort Wayne Mad Ants arrivarono quinti nella Central Division con un record di 19-31, non qualificandosi per i play-off.

## Roster
| N° | Naz.                   | Ruolo | Sportivo          | Anno | Alt. | Peso |
| -- | ---------------------- | ----- | ----------------- | ---- | ---- | ---- |
| 7  | Stati Uniti (bandiera) | P     | Jarred Axon       | 1985 | 180  | 72   |
| 7  | Stati Uniti (bandiera) | P     | Anthony Kyle      | 1982 | 173  | 74   |
| 9  | Stati Uniti (bandiera) | G     | Alex Acker        | 1983 | 196  | 84   |
| 10 | Stati Uniti (bandiera) | P     | Walker Russell    | 1982 | 183  | 77   |
| 11 | Stati Uniti (bandiera) | A     | DeWitt Scott      | 1985 | 198  | 86   |
| 12 | Stati Uniti (bandiera) | G     | Carl Elliott      | 1983 | 193  | 99   |
| 13 | Stati Uniti (bandiera) | G     | Brian Morrison    | 1982 | 188  | 87   |
| 15 | Stati Uniti (bandiera) | G     | David Bailey      | 1981 | 173  | 75   |
| 17 | Stati Uniti (bandiera) | AP    | Shawn Hawkins     | 1982 | 198  | 102  |
| 18 | Stati Uniti (bandiera) | A     | Coleman Collins   | 1986 | 206  | 102  |
| 19 | Stati Uniti (bandiera) | A     | Ron Howard        | 1982 | 196  | 91   |
| 23 | Stati Uniti (bandiera) | AC    | Anthony Kent      | 1983 | 211  | 102  |
| 24 | Stati Uniti (bandiera) | A     | Eric Smith        | 1983 | 203  | 95   |
| 32 | Stati Uniti (bandiera) | A     | Chris Hunter      | 1984 | 211  | 109  |
| 33 | Stati Uniti (bandiera) | AP    | Taj McCullough    | 1986 | 201  | 99   |
| 34 | Stati Uniti (bandiera) | C     | Sean Sonderleiter | 1980 | 211  | 111  |
| 41 | Stati Uniti (bandiera) | AG    | Toree Morris      | 1982 | 208  | 124  |
| 42 | Stati Uniti (bandiera) | A     | Walter Sharpe     | 1986 | 206  | 111  |
|    | Stati Uniti (bandiera) | G     | Vernon Hamilton   | 1984 | 185  | 86   |

## Staff tecnico
- Allenatore: Jaren Jackson
- Vice-allenatori: Doug Noll, Kevin Whitted
- Preparatore atletico: Marc Schlictenmyer